# Neugrund-Krater

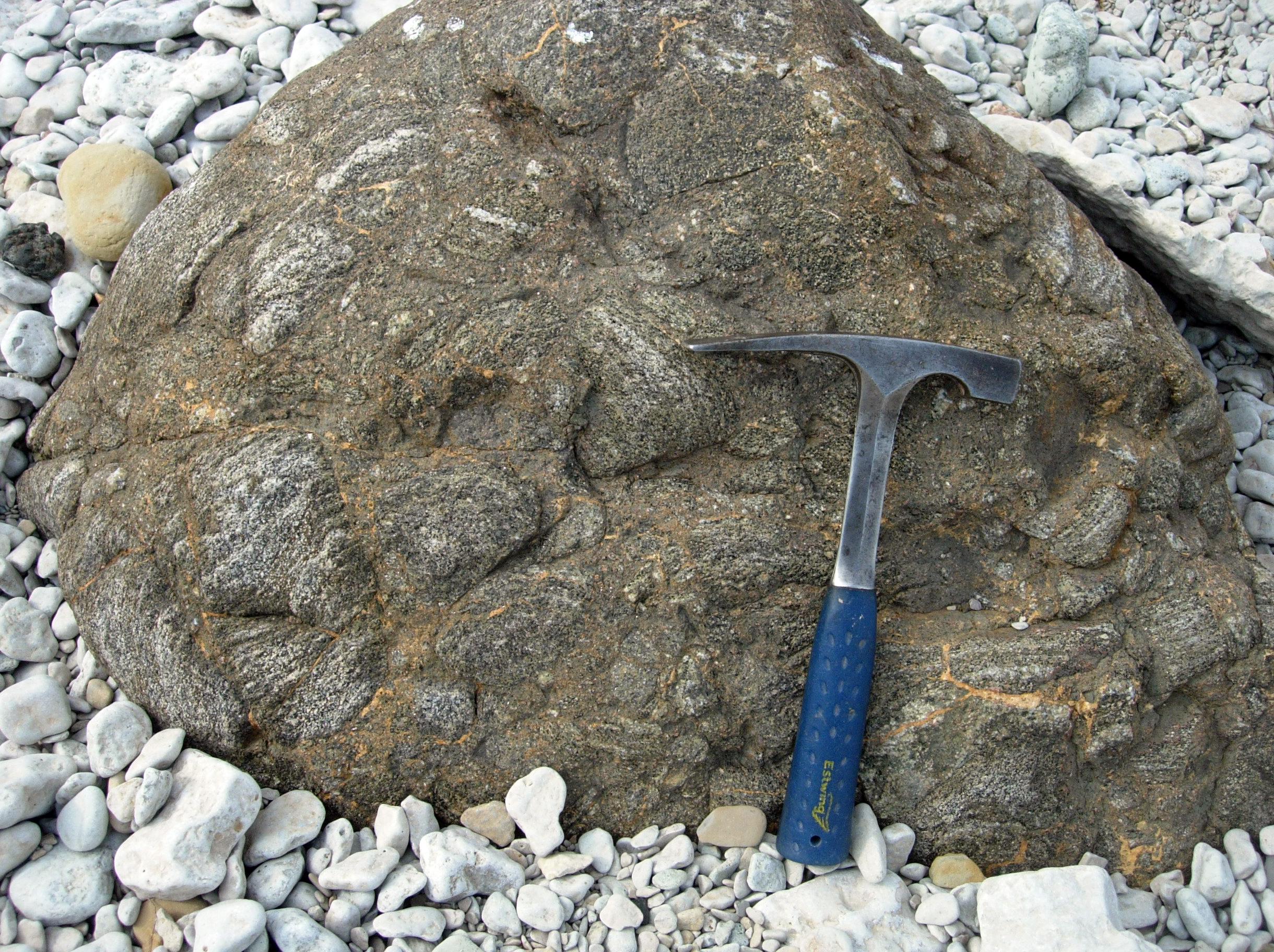
Gesteinsbrocken aus Gneisbrekzie auf Osmussaar, Estland

Neugrund ist ein Einschlagkrater in Estland. Die Einschlagstelle liegt zwischen den Inseln Osmussaar und Krassi saar in der Ostsee (Finnischer Meerbusen).

## Beschreibung

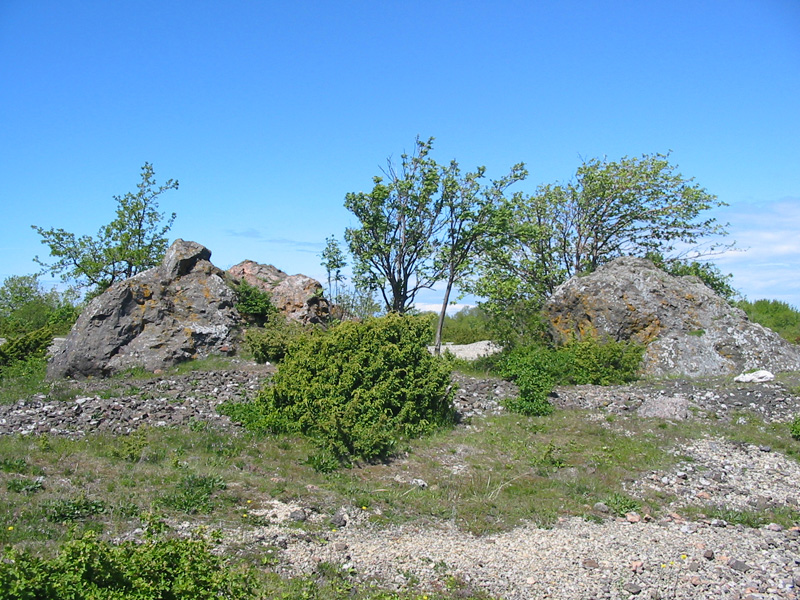
Zwei Findlinge auf der Insel Osmussaar, die durch den Einschlag wahrscheinlich an Land geschleudert wurden

Der Krater ist der größte und älteste in Estland. Er wurde 1998 nachgewiesen. Sein Durchmesser beträgt acht Kilometer. Das Alter wird auf 470 Millionen Jahre geschätzt, der Einschlag fand also im Ordovizium statt.
Die Einschlagstruktur befindet sich auf dem Meeresboden und ist auf der Erdoberfläche nicht sichtbar.
Auf der Insel Osmussaar befinden sich zwei Findlinge, die wahrscheinlich durch den Einschlag des Asteroiden an Land geschleudert wurden.